# ألفة الحزامي
ألفة الحزامي هي لاعبة أولمبية ومبارزة تونسية وُلدت في 22 نوفمبر 2000، ومثلت تونس في دورة الألعاب الأولمبية الصيفية 2020 في منافسات المبارزة بالسيف للسيدات.

## المشاركات والميداليات
شاركت ألفة الحزامي عام 2022 في بطولة أفريقيا للمبارزة، والتي أقيمت في مدينة الدار البيضاء بالمغرب حيث حصلت على الميدالية الفضية في منافسات المبارزة بسلاح السيف، وفي العام التالي شاركت في منافسات البطولة ضمن نفس الفئة ونجحت في أحراز الميدالية البرونزية. تأهلت ألفة الحزامي للمشاركة في  دورة الألعاب الأولمبية الصيفية عام 2020 بعدما تمكنت من الفوز مع المنتخب التونسي للمبارزة بنتيجة 45-39 خلال منافسات دور الإثنين والثلاثين من الدورة المؤهلة للأولمبياد في منافسات المبارزة بالسيف، والتي أقيمت في مدينة بودابست بالمجر. ولكن في العام التالي، لم تتمكن ألفة الحزامي من التأهل إلى الأدوار النهائية في منافسات المبارزة بالسيف في دورة الألعاب الأولمبية الصيفية عام 2020 التي أقيمت في مدينة طوكيو باليابان، وخرجت من دور الأربعة وستين في منافسات فردي المبارزة بالسيف الحاد، على حين غادرت منافسات المبارزة للفرق في الدور ثمن النهائي من البطولة مع المنتخب التونسي للمبارزة بعد خسارته أمام المنتخب الياباني بنتيجة 45-29 ليحتل المركز التاسع في البطولة. ويوضح الجدول التالي أهم المُسابقات والبطولات التي شاركت فيها ألفة الحزامي، وأبرز الميداليات والألقاب التي حققتها في البطولات والمسابقات المختلفة:
| العام | المسابقة                                | المكان                | المنافسات                                | الترتيب/الميدالية                   | ملاحظات                                                                                     |
| ----- | --------------------------------------- | --------------------- | ---------------------------------------- | ----------------------------------- | ------------------------------------------------------------------------------------------- |
| 2018  | بطولة أفريقيا للمبارزة                  | تونس، تونس            | المبارزة بسلاح السيف الحاد للسيدات للفرق | المركز الأول (الميدالية الذهبية)    | تغلب المنتخب التونسي للمبارزة في المباراة النهائية على المنتخب المصري للمبارزة بنتيجة 45-31 |
| 2019  | كأس العالم للمبارزة بالسيف              | تونس، تونس            | المبارزة بسلاح السيف الحاد للسيدات للفرق |                                     |                                                                                             |
| 2021  | دورة الألعاب الأولمبية الصيفية عام 2020 | طوكيو، اليابان        | المبارزة بسلاح السيف الحاد للسيدات للفرق | لم تتأهل                            | خرجت من الدور 64                                                                            |
| 2022  | بطولة أفريقيا للمبارزة                  | الدار البيضاء، المغرب | المبارزة بسلاح السيف الحاد للسيدات       | المركز الثاني (الميدالية الفضية)    |                                                                                             |
| 2023  | بطولة أفريقيا للمبارزة                  | القاهرة، مصر          | المبارزة بسلاح السيف الحاد للسيدات       | المركز الثالث (الميدالية البرونزية) |                                                                                             |